# 加兹尼王朝
加兹尼王朝（波斯語：غزنویان，；977年—1186年），又称加兹尼帝国，宋代称吉慈尼国，又称哥疾宁王朝或哥疾宁王国，常误译作伽色尼王朝或伽色尼王国，為波斯的奴隶将军苏布克特勤创建的穆斯林王朝，因首都位於加兹尼而得名。王朝在極盛時統治区域包括今阿富汗、伊朗、大部分河中地區、以及印度次大陸的西北部範圍。加茲尼王朝約200餘年的統治期間，其歷任統治者多為波斯化 的突厥裔，促進了中古時期波斯文化在中亞、南亞地區的傳播。
加茲尼政權的奠基者阿爾普特勤為波斯薩曼王朝將軍，率奴隸衛隊駐紮在巴爾赫，然而他時常忽視來自波斯宮廷的命令，其女婿蘇布克特勤后来更與薩曼王朝決裂。蘇布克特勤的兒子馬哈茂德在位時自封苏丹，脫離萨曼王朝獨立。他大舉征討波斯、河中、旁遮普等地，使王朝统治範圍東及阿姆河、印度河和印度洋，西到雷伊和哈馬丹，是西突厥斯坦地理範圍形成的重要阶段。
馬哈茂德過世後，加兹尼王朝在30年內更替了9位蘇丹，內戰與塞爾柱人的崛起使王朝衰退，在丹丹納干戰役的慘敗更使加茲尼失去對西部領土的控制。直至11世紀中葉易卜拉欣蘇丹上任後著手整頓經濟、與塞爾柱人和談，使王朝得以重新南下控制旁遮普與俾路支斯坦地區，中興景況持續至其子馬蘇德三世任內。12世纪初，帝國又因為繼承人問題陷入長期內戰，塞爾柱人與烏古斯人亦多次介入宮廷政爭。1151年，末代蘇丹庫斯勞·馬利克迁都旁遮普的拉合尔（位于现巴基斯坦），最后被古尔王朝消滅。
儘管加兹尼王朝起源於中亞的突厥人，但在語言，文化，文學和習性方面都被波斯人徹底地同化，德國歷史學家貝爾托德·施普勒稱其為“波斯的王朝”。

## 崛起
薩曼王朝的兩支突厥族奴隸衛隊辛朱立德突厥人和加茲尼突厥人（Ghaznavids）的興起，最終给其本身帶來災難性的後果。辛朱立德突厥人接受呼羅珊東部的科希斯坦地區為封地。薩曼王朝將軍阿爾普特勤和阿布·哈桑·辛朱立（Abu al-Hasan Simjuri）爭奪呼羅珊的總督位子，還有薩曼王朝的控制權，方法是他們在公元961年薩曼王朝下的埃米爾阿卜杜勒·馬利克一世去世後，扶立一個他們可以控制的埃米爾。
阿卜杜勒·馬利克一世之去世，引起他的兄弟間的繼承危機。宮廷裡面的文官，而不是那兩位突厥人武官，組成一派，他們拒絕了阿爾普特勤推薦的人選，取而代之的是努阿一世的兒子，曼蘇爾一世登上大位，而阿爾普特勤謹慎地退到了興都庫什山脈以南，在那裡他佔領加茲尼，成為薩曼王朝在當地的統治者。 辛朱立德突厥人則控制阿姆河以南的呼羅珊，但受到伊朗第三大王朝（白益王朝）強力的壓制，薩曼王朝崩潰后，其被隨後崛起的加兹尼王朝消滅。
突厥族奴隸將軍為掌握王位而進行的鬥爭，加上朝廷裡面經常見風轉舵的文官集團的配合，都顯示並加速了薩曼王朝的衰落。萨曼王朝的極弱吸引了葛邏祿人進入河中地區，葛邏祿人是剛皈依伊斯蘭教的突厥人。他們於公元992年佔領布哈拉，並在河中地區建立喀喇汗國。
阿爾普特勤於公元963年去世後，由其子阿布·伊沙克·易卜拉欣繼位。在易卜拉欣去世後數年，數位突厥指揮官先後接任總督一職。直至977年，奴隸出身的蘇布克特勤被薩曼王朝蘇丹曼蘇爾一世任命為加茲尼的新總督。

## 統治

### 蘇布克特勤
蘇布克特勤是前總督阿爾普特勤的女婿，他通過佔領萨曼王朝和印度沙希王朝的領土，包括現在的阿富汗大部分地區和巴基斯坦的部分地區，開始擴大自己的版圖。 16世紀的波斯歷史學家費里希塔記錄蘇布克特勤的族譜，說他是薩珊王朝皇族的後裔：“蘇布克特勤是喬坎（Jookan）的兒子，喬坎（Jookan）是庫坎希爾胡庫姆（Juzan-Hukum）的兒子，庫坎希爾胡庫姆（Juzan-Hukum）是，庫茲爾·阿爾斯蘭（Kuzil-Arslan）的兒子，庫茲爾·阿爾斯蘭（Kuzil-Arslan）是費羅茲（Ferooz）的兒子，費羅茲是波斯（薩珊王朝末代君王）伊嗣俟三世的兒子。”但是，現代歷史學家認為，這只是將自己與古代波斯歷史聯繫起來的嘗試。
蘇布克特勤死後，他的兒子伊斯玛仪登基，但為時不長，他在公元998年的加兹尼战役中被苏布克特勤的另一个兒子马哈茂德擊敗俘虜。

### 蘇布克特勤之子馬哈茂德
公元997年，蘇布克特勤的另一個兒子馬哈茂德繼位，馬哈茂德和加兹尼王朝在歷史上是密不可分。他完成了對萨曼王朝和印度沙希王朝領土的征服，其中包括木爾坦的伊斯瑪儀派王國，信德，以及白益王朝的一些領土。整體來說，马哈茂德的統治時期是加兹尼王朝的黃金時代，和鼎盛時期。他在印度北部進行了17次遠征，建立了王朝的控制權，並設立了附庸國。他的突襲行動還掠奪了許多戰利品。他建立的權威涵蓋從雷伊到撒馬爾罕，從裏海到亞穆納河之間的領域。
在马哈茂德統治期間（公元997-1030年），加兹尼王朝在呼羅珊的Farana附近安置了4000土庫曼人家庭。到公元1027年，由於土庫曼人襲擊了鄰近定居點，圖斯總督阿布·阿拉里斯·阿爾斯蘭·賈迪布（Abu l'Alarith Arslan Jadhib）對他們採取軍事行動，土庫曼人被擊敗並逃散到鄰國。 在公元1,033年，加兹尼王朝的總督塔什·法拉什，因為土庫曼人進入呼羅珊劫掠，他處決了五十名土庫曼人頭目。馬哈茂德同時與喀喇汗國達成協議，以阿姆河為兩國的邊界。
马哈茂德對印度的遠征和劫掠，帶回加茲尼巨大的財富，當代歷史學家（例如倍哈齊，菲爾多西）針對他在首都的建設宏偉，和這位征服者對文學的慷慨支持，做了生動的描述。 他在公元1030年去世。

## 衰敗

### 馬哈茂德的雙胞胎兒子
马哈茂德將帝國留給了他的兒子穆罕默德，這個兒子溫馴，親切，而且柔和。他的孿生兄弟马苏德要求分給他自己用武力贏得的三個省份，但他的兄弟不同意。 马苏德只好訴諸武力，成為國王，弄瞎穆罕默德的眼睛并将其囚禁以示懲罰。 但是马苏德無法保住帝國，在公元1040年的丹丹納干戰役戰役中慘敗，他在伊朗和中亞的所有領土都被塞爾柱人奪走，讓他的國土陷入了“麻煩時期”。 他的最後一舉是從城堡中收集所有財寶，期望組建一支軍隊，並在印度統治，但是他自己的軍隊掠奪了這些財寶，再次擁護他瞎了的兄弟為國王。兩兄弟的地位互換：穆罕默德由獄中回復為王，而马苏德在統治10年後被打入地牢，他在公元1040年被暗殺。马苏德的兒子馬杜德（Madood）是巴爾赫的總督，公元1040年，得知父親去世後，他來到加茲尼，要求登上王位。他與盲眼的穆罕默德的兒子們爭戰，最後取得勝利。但是，帝國很快崩解，大多數國王都沒有屈從於馬杜德。在後來的9年的時間裡，又有四位國王奪取加茲尼的王位。

### 易卜拉欣
公元1058年，马苏德的兒子易卜拉欣成為國王，他是一位偉大的書法家，他親筆抄寫《古蘭經》。易卜拉欣还通過與塞爾柱人達成和平協議，並恢復文化和政治聯繫，更牢固地重建一個縮小的帝國。在易卜拉欣及其繼任者的領導下，帝國度過了一段持續的平靜時期。失去了西部領土，他們靠對於印度北部的掠奪而來的財富維持帝國的運作，但是，他們也遭到當地拉其普特人統治者的強烈抵抗，例如摩臘婆的帕拉瑪拉王朝，和卡瑙傑的戈哈德瓦拉王朝。他在公元1098年過世。

### 馬祖德三世
馬祖德三世即位，當了十六年國王，一生無大事發生。當他在公元1115年去世時，這個王國衰弱跡象更加明顯，他的兒子們之間的內部紛爭，到蘇丹巴赫拉姆·沙登基，並成為塞爾柱人的附庸而告一段落。 巴赫拉姆·沙在公元1117年的加兹尼擊敗了他的兄弟阿尔斯兰沙而成為國王。

### 蘇丹 巴赫拉姆 沙

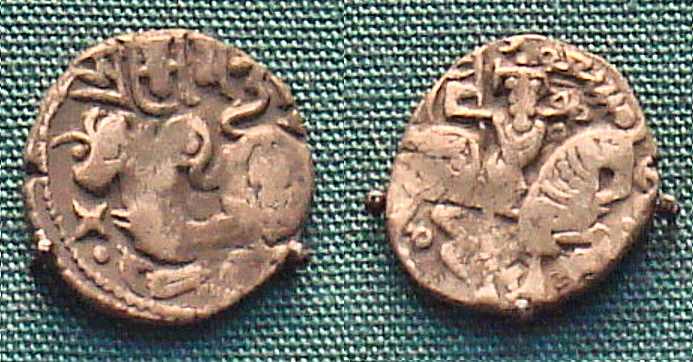
加茲尼的馬祖德一世時期的硬幣，模仿印度沙希王朝的設計， 加茲尼的馬祖德一世名字為阿拉伯文。

蘇丹巴赫拉姆-沙是最後一任的加兹尼王朝的國王，統治著加茲尼——這是第一個也是主要的加兹尼王朝的都城，長達35年。公元1148年，他在加茲尼被古爾王朝的薩伊夫·丁·蘇里擊敗，但到次年又奪回這座城市。古爾王朝的國王阿拉·丁·胡塞恩在公元1151年征服了這座城市，為他的兄弟庫圖布丁（Kuttubbuddin）之死報復，後者是加兹尼王朝國王的女婿，因輕罪而受到公開懲罰，而後被處決。阿拉·丁·胡塞恩把加茲尼夷為平地，放火焚燒了7天，此後他得了“Jahānsuz”（世界燃燒者）的稱號。加茲尼在塞爾柱人干預（對巴赫拉姆-沙施以援手）下回到加兹尼王朝手中。 加兹尼王朝與古爾王朝的鬥爭在隨後的幾年中繼續，后者逐步蠶食加兹尼王朝的領土，加茲尼和扎布列斯坦在被古爾王朝佔領之前先被一群烏古斯人佔領。 加兹尼王朝在印度西北部的統治一直持續到公元1,186年，直到古爾王朝從库斯老·馬利克手中奪取拉合爾為止。

## 軍隊和戰術
加茲尼王朝軍隊的核心人員主要由突厥人，和成千上萬的阿富汗人組成，這些阿富汗人是從興都庫什山脈以南地區（現為阿富汗）訓練和招募的。 在马哈茂德統治期間，他在博斯特（現在的拉什卡爾加）建立了一個新的更大的軍事訓練中心。這個地區以製造作戰武器的鐵匠工藝而聞名。在佔領並征服旁遮普地區後，加兹尼王朝開始在其軍隊中招募印度教徒。
就像從阿拔斯王朝留下的軀殼中崛起的其他王朝一樣，加兹尼王朝行政傳統和軍事做法也傳自阿拔斯王朝。至少在最早的戰役中，阿拉伯馬匹在加兹尼王朝的軍事入侵中仍佔重要地位，尤其是在深入突襲敵人陣營的行動中。有記錄證明，在公元1,008年，他們派出“ 6000匹阿拉伯戰馬”參與對國王阿南達帕拉的戰事，阿拉伯騎兵部隊的存在一直持續到公元1,118年，加兹尼王朝在拉合爾的總督統治時期。
但是，他們也會採取一些獨特的改變，來滿足加兹尼王朝地理環境的要求。由於進入中央平原（或稱印度河-恒河平原)，加兹尼王朝在公元11和12世紀發展了第一支使用戰象進行戰鬥的穆斯林軍隊，大象的前部裝有鎧裝保護。在加兹尼王朝的其他地區，特別是在中亞，使用這些戰象來作戰，算是使用外國武器。

## 國家與文化
另請參閱：加兹尼王朝的維齊爾列表

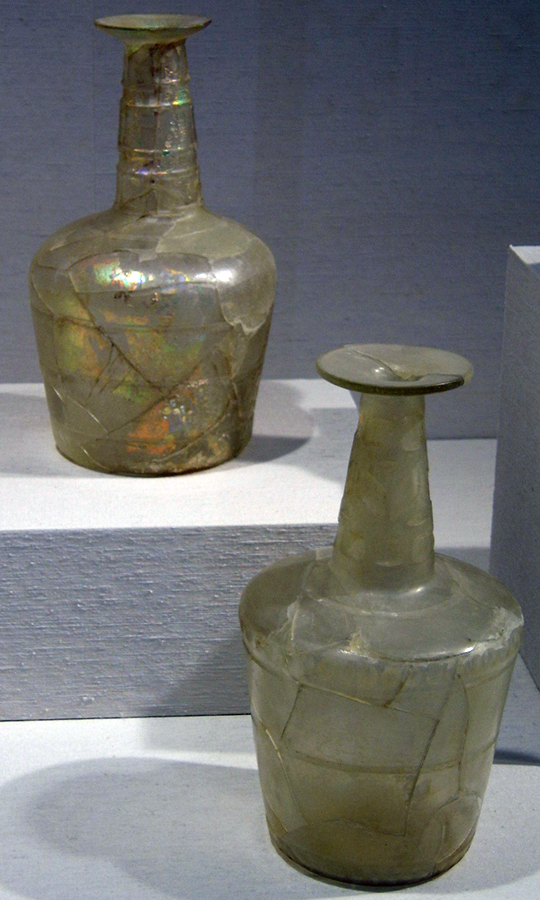
加茲維尼德王朝時期工藝品: 人工吹製，輪切玻璃瓶，時期為公元11世紀上半葉，發覺地點在伊朗內沙布爾的 Teppe Madraseh。紐約大都會藝術博物館收藏。。

根據英國歷史學者克利福德·埃德蒙德·博斯沃思的說法：
加兹尼王朝的蘇丹是突厥語民族，但是所有資料來源都是阿拉伯語或波斯語，因此我們無法推估他們之間土耳其人的習俗和思維方式的持久性。然而，鑑於加兹尼王朝的軍事支撐的基本基礎始終是他們的突厥語民族的士兵，因此王朝必須始終需要與他們的部隊的需求和願望保持協調；同樣，也有跡象表明，在早期的加兹尼王朝統治時期，某些土耳其文學文化持續存在（Köprülüzade，第56-57頁）。但是，消息來源確實清楚地表明，蘇丹們行使政治權力，和行政機構迅速進入了波斯-伊斯蘭政體和君主統治的傳統之內，而統治者是一個遙遠的人物，在神聖的恩寵的支持下，統治著大量商人，工匠，農民等等，這些人的主要職責是在各個方面都服從，而最重要的是在納稅這一項。指導國家日常運行，並增加收入，以支持蘇丹的生活方式，和為專業部隊提供資金的官僚機構，都由波斯人構成，他們沿襲了萨曼王朝的行政傳統，只增強了世俗力量的概念。

國家機構的波斯化，伴隨著加兹尼王朝宮廷的高等文化的波斯化……在加茲尼的易卜拉欣及其繼任者直到巴赫拉姆·沙時期，文學創作水平也很高，阿布-法拉伊·魯尼，薩納伊，ʿOṯmān Moḵtārī，馬蘇底 沙底 薩門，Sayyed Ḥasan Ḡaznavī等詩人。我們從詩人傳記字典（taḏkera-yešoʿarā）中得知，在庫斯勞·馬利克的拉合爾宮廷裡面有許多優秀的詩人，不幸的是，他們的詩書（dīvāns）都沒有留存。把埃本·莫卡法爾 的阿拉伯文故事書《卡里拉和丁娜》翻譯成優雅的波斯散文的 Abu’l-Maʿālī Naṣr-Allāh b. Moḥammad ，他曾擔任蘇丹首席秘書一段時間（克利福德·埃德蒙德·博斯沃思, 加兹尼王朝後期，第127-28頁）。因此，加兹尼王朝出現由土耳其奴隸出身的建國者，在文化上波斯化的程度，明顯高於其他當代突厥語族所建立王朝，如塞爾柱帝國和喀喇汗國的現象
波斯文學的文化在公元11世紀的加兹尼王朝統治時復興。 加兹尼王朝宮廷以對波斯文學的支持而聞名，以至於詩人法魯基遠從他的故鄉到王朝宮廷為他們工作。 詩人溫蘇里的簡短詩歌集是獻給蘇丹马哈茂德及其兄弟納斯爾（Nasr）和亞古布（Yaqub）的。 加兹尼王朝宮廷的另一位詩人曼努切裡為喝酒的優點和優點寫了許多詩章。
蘇丹马哈茂德將布哈拉塑造為文化中心，讓加茲尼成為學習中心，邀請了菲爾多西和比魯尼前來。他甚至試圖說服伊本·西那前來，但遭到拒絕。 马哈茂德希望他的名望和功勳，用波斯語廣為傳播，他也喜歡在他的宮廷聚有數百名詩人。 他將整個圖書館從雷伊和伊斯法罕搬到加茲尼，甚至要求花剌子模王朝的宮廷把他們的飽學之士送到加茲尼。 由於他入侵雷伊和伊斯法罕，波斯文藝作品在阿塞拜疆和伊拉克開始出現。
加兹尼王朝繼續發展波斯語的歷史著作，這在前朝萨曼王朝 就已經發起。歷史學家阿布·法德爾·巴哈吉的作品《Tarikh-e Beyhaqi》（巴哈吉歷史）寫於公元11世紀下半葉，就是一例。
儘管加茲納維王朝起源於突厥，他們的軍事領導人通常也是突厥人，但是由於蘇布克特勤和马哈茂德最初參與萨曼王朝事務，和處在萨曼王朝的文化環境，這個王朝被徹底波斯化，因此在實務上，不能認為他們對伊朗的統治是來自外國統治的一種。他們還复制了萨曼王朝的行政系統。 就對文化上的重視，和對波斯詩人的支持而言，他們比波斯族的伊朗人對手白益王朝更波斯化。眾所周知，白益王朝喜愛阿拉伯文學勝於波斯文學。
歷史學家克利福德·埃德蒙德·博斯沃思解釋說：“實際上，加兹尼王朝採用波斯的行政和文化方式，擺脫了他們最初的土耳其草原背景，並在很大程度上融入了波斯-伊斯蘭傳統。” 因此，加茲尼發展成為一個偉大的研究阿拉伯學問的中心。
蘇丹马哈茂德入侵北印度，在拉合爾建立了波斯文化，後來產生了著名的詩人馬蘇底·沙底·薩門。 在11世紀的加兹尼王朝統治下，拉合爾吸引了來自呼羅珊，印度和中亞的波斯學者，並成為主要的波斯文化中心。 也是在马哈茂德統治期間，加兹尼王朝造幣開始有雙語圖案，包括阿拉伯語和天城文）。
加兹尼王朝在加茲尼和阿富汗東部建立的波斯文化在12世紀的古爾王朝入侵中倖存下來，一直持續到蒙古人入侵為止。
但王國沒正式繼承制度，經常出現兄弟爭位的情況。

## 歷史遺產
加兹尼王朝的鼎盛時期覆蓋了當今伊朗，土庫曼斯坦和烏茲別克斯坦的大部分地區，整個阿富汗，巴基斯坦，和印度西北部的大部分地區。加兹尼王朝統治者通常被認為是有功於把伊斯蘭教傳播到印度次大陸。除了通過襲擊印度城市積累的財富，以及從印度羅闍取得貢品，加兹尼王朝還得益於他們在中國與地中海之間貿易路線上的中介地位。然而，他們無法長期掌權，到公元1040年，塞爾柱人佔領了他們在波斯的領土，一個世紀後，古爾王朝又奪取了他們僅存的印度次大陸領土。

### 統治者列表

#### 埃米尔列表
- 苏布克特勤（977-997年）

#### 苏丹列表
- 马哈茂德（997年－1030年）
- 穆罕默德（英语：Muhammad of Ghazni）（第一次在位1030年、第二次在位1040-1041年）
- 马苏德一世（英语：Mas'ud I of Ghazni）（1030年－1040年）
- 马杜德（1041年－1050年）
- 马斯乌德·本·马乌杜德（1049年）
- 阿卜杜勒-拉希德（1049年－1052年）
- 法鲁克-扎德（1052年－1059年）
- 易卜拉欣（英语：Ibrahim of Ghazna）（1059年－1099年）
- 马苏德三世（1098年－1115年）
- 苏尔坦努·杜乌拉·阿布·法塔赫·阿尔萨朗·肖（1115年－1118年）
- 阿尔斯兰·沙（1116年－1117年）
- 巴赫拉姆·沙（1117年-1152年）
- 庫斯勞·馬利克（英语：Khusrau Malik）（1160年－1186年）